# Scyllarides roggeveeni
Scyllarides roggeveeni is een tienpotigensoort uit de familie van de Scyllaridae. De wetenschappelijke naam van de soort is voor het eerst geldig gepubliceerd in 1967 door Holthuis.